# .uz
.uz je vrhovna internetska domena (country code top-level domain - ccTLD) za Uzbekistan. Domenom upravlja UZINFOCOM.

## Vanjske poveznice
- IANA .uz whois informacija  Arhivirana inačica izvorne stranice od 29. lipnja 2006. (Wayback Machine)